# 圣母圣衣朝圣地 (卡塔尼亚)
37°30′36.3″N 15°5′20″E / 37.510083°N 15.08889°E

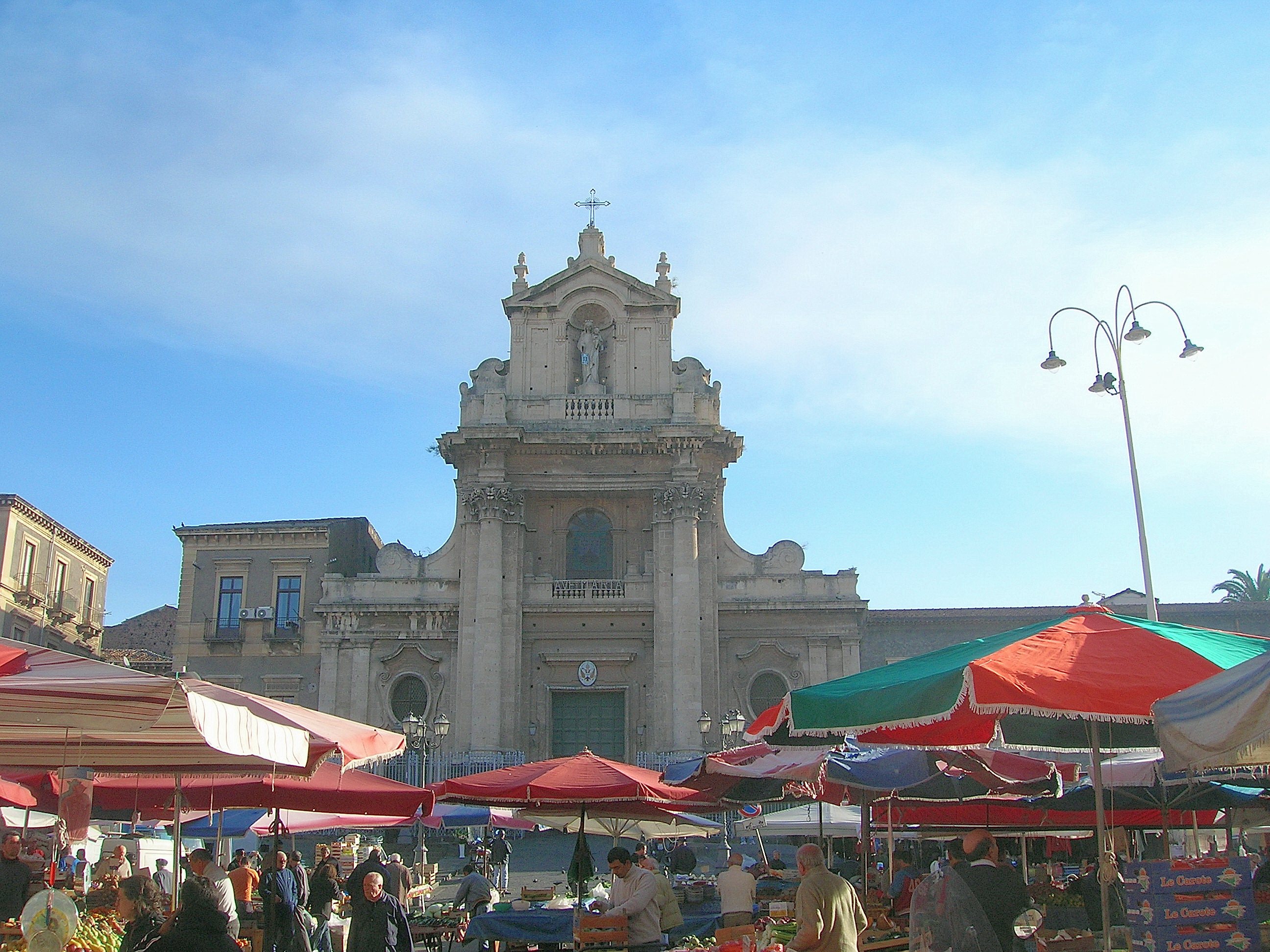
圣母圣衣朝圣地

圣母圣衣朝圣地（Santuario della Madonna del Carmine）是一个罗马天主教朝圣地，位于意大利西西里卡塔尼亚老城区的卡洛·阿尔贝托广场。该区曾经用作墓地，修道院内仍可见到罗马陵墓，过去错误地认为是斯特西克鲁斯墓。意大利统一后修道院改为卢凯西 - 帕里军营。

## 教堂

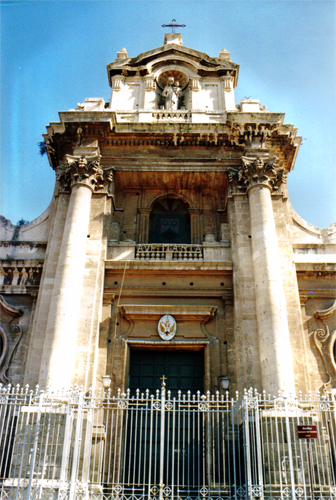
立面细部

该堂即使面临大型广场，仍颇具戏剧性。立面分为中间和两侧共三个部分，大门上方有圣母玛利亚雕像。
这座教堂建于1729年，是可怕的1693年地震之后，卡塔尼亚最伟大的建筑之一。